# Naplo
Naplo es una de las playas del Distrito de Pucusana, Provincia de Lima, Perú.
Naplo es conocido por su mar tranquilo. La playa de Naplo va desde el túnel que conecta Pucusana con la Playa de Naplo, pasando por La Yesera (que antiguamente fue una fábrica de yeso), Naplo Nuevo y Naplo Viejo.
Las primeras construcciones de Naplo se llevaron a cabo en los años 1950 instalándose los administradores de la antigua planta pesquera ubicada al norte de Naplo.
- Datos: Q6037956